# Mescalero (álbum)
Mescalero es el décimo cuarto álbum de estudio de la banda estadounidense de hard rock y blues rock ZZ Top, publicado en 2003 por RCA Records, convirtiéndose en el último trabajo por dicho sello, ya que al año siguiente ponen fin al contrato. 
El sonido del disco se apega al ya conocido hard rock y blues rock propios de la banda, aunque también se aprecian sonidos del country y la música tejana. Además, este es uno de los pocos trabajos del grupo en donde Gibbons participa como único compositor en la gran mayoría de los temas.
Alcanzó el puesto 57 en la lista estadounidense Billboard 200. Mientras que para promocionarlo se lanzó la pista «Piece» como sencillo, sin éxito relevante. También y como parte de la gira promocional son invitados a participar en el festival benéfico de Eric Clapton, Crossroads Guitar Festival, celebrado en el Estadio Cotton Bowl de la ciudad de Dallas en junio de 2004..

## Lista de canciones
Todas las canciones escritas por Billy Gibbons, a menos que se indique lo contrario.

| N.º | Título                                | Escritor(es)                    | Duración |  |
| 1.  | «Mescalero»                           |                                 | 3:50     |  |
| 2.  | «Two Ways to Play»                    |                                 | 4:15     |  |
| 3.  | «Alley-Gator»                         |                                 | 3:47     |  |
| 4.  | «Buck Nekkid»                         |                                 | 3:02     |  |
| 5.  | «Goin' So Good»                       |                                 | 5:34     |  |
| 6.  | «Me So Stupid»                        | Gibbons, Joe Hardy, Gary Moon   | 3:33     |  |
| 7.  | «Piece»                               |                                 | 4:19     |  |
| 8.  | «Punk Ass Boyfriend»                  |                                 | 3:05     |  |
| 9.  | «Stackin' Paper»                      | Gibbons, Hardy                  | 2:58     |  |
| 10. | «What Would You Do?»                  |                                 | 3:03     |  |
| 11. | «What It Is Kid»                      | Gibbons, Hill, Beard            | 4:13     |  |
| 12. | «Que Lastima»                         |                                 | 4:24     |  |
| 13. | «Tramp»                               | Lowell Fulson, Jimmy McCracklin | 5:12     |  |
| 14. | «Crunchy»                             |                                 | 3:!3     |  |
| 15. | «Dusted»                              |                                 | 3:55     |  |
| 16. | «Liquor»                              |                                 | 3:22     |  |
| 17. | «Sanctify» (Bonus track - sólo Japón) | Gibbons, Hill, Beard            | 4:20     |  |

## Músicos
- Billy Gibbons: voz y guitarra líder
- Dusty Hill: bajo, coros y voz principal en «Piece»
- Frank Beard: batería y percusión

Músicos invitados
- Marimbas de Chiapas: marimbas
- Dan Dugmore: pedal steel guitar
- James Harman: armónica